# Orbis pictus
Orbis pictus или Orbis senzualium pictus (прев. Свет у сликама) прва је илустрована књига за децу коју је написао 1658. године чешки педагог Јан Амос Коменски (лат. Jan Comenius). Сматра се неком врстом енциклопедије и лексикона у слици намењених деци.

## Историја
Оригинално дело је објављено на латинском и немачком језику 1658. године у Нирнбергу. Књига је почела да се користи у школама у Немачкој и другим земљама врло брзо по објављивању. Orbis pictus је имао дуготрајни утицај на образовање деце. Ово дело је било прво упутство за очигледну наставу.То је била претеча аудиовизуелне технике и лексичког приступа учењу језика.

### Издања
Због изузетног пријема у свим учитељским круговима Свет у сликама је већ после две године доживео друго поправљено издање. Прво енглеско издање објављено је 1659. године. Прво квадрилингвално издање на латинском, немачком, италијанском и француском језику је објављено 1666. године. Први чешки превод квадрилингвалног издања (заједно са латинским, немачким и мађарским језиком) објављен је 1685. године у Левочи. Објављена су и нова издања на разним језицима са унапређеним текстом и сликама између 1670. и 1680. године. Наредна издања су допуњавана у складу са изменама језика и говора које је доносило време у свим струкама људског знања.

#### Издање на српском језику
Издање на српском језику публиковано је 1913. године, после више од два и по века од првог објављивања. Текст је штампан на српском, чешком, немачком и француском језику. Идеја је била да учитељи, који хоће да науче чешки језик, могу исти лако и брзо да науче; на исти начин и чешки учитељи могу да науче српски језик. На крају књиге је додато кратко упутство за писање слова, изговарање гласова и акцентовање појединих слогова у речима чешког језика. Једноставно би неко могао и без речника да научи и немачки и француски језик.

### Теме
Теме су најопштије.
- Жива и нежива природа
- Ботаника
- Зоологија
- Теме из свакодневног живота
- Религија
- Наука о човеку.

### Педагошки допринос
Коменски је сматрао да је Свет у сликама нова помоћ код учења: насликане су и именоване све важне ствари на свету, сви радови у животу. На учитељима је да то обраде на часовима са свим ученицима. Коменски се надао да ће тако конципирана књига утицати на учење младог нараштаја.
Сматрао је да би учење требало да буде уживање, а не крст и мучење. Познато је да деца, још од ране младости, уживају у сликама и радо гледају позориште. Важно је да се пажња усредсреди на мисао и на тај се начин све више и више расветљава. Чула се ангажују јер се у добу детињства и младалачком добу апстрактно тешко савладава. Ова књига је од велике користи за привлачење пажње (посебно за младе). Ђаци, заинтересовани за такво посматрање предмета, кроз шалу и игру ће стећи неопходно знање о важним стварима на свету. “Ето, таквим бистрим погледом, описао је Коменски сврху коју је имао пред очима кад је писао Orbis pictus.” Коменски је рекао да не би требало децу учити мудрости и знању из мртвих књига, него из живог посматрања неба и земље.

#### Коменски у предговору
Издајући “Orbis pictus” Коменски је у предговору написао ове речи:
| „ | Незнању је лек учење, којим се ум у школама просвећује; али то учење мора бити истинито, потпуно, јасно и темељно. Истинито ће бити ако се не будемо ничему другом учили већ само ономе што је корисно за живот. Не знамо потребне ствари јер смо учили непотребне. Потпуно ће бити, ако се разум развије до мудрости, језик до правилног исказивања, дакле, мудар бити, мудро радити и говорити. Јасно ће бити ако оно што учимо, не буде тамно и побркано, него очигледно, схватљиво и рашчлањено као прсти на руци. А томе је основ, да ствари буду чулно, очигледно представљене, како би се могле схватити. ... Вежбамо ли брижљиво чула у томе, да она тачно схвате разлику у стварима, тиме полажемо темељ свој мудрости, свему изговарању, и сваком смишљеном раду у животу. | ” |

## Галерија слика
- Библиотека, из 1842. године
- Поглавље о биљкама
- Поглавље о инсектима